# Heinrich Neuhaus

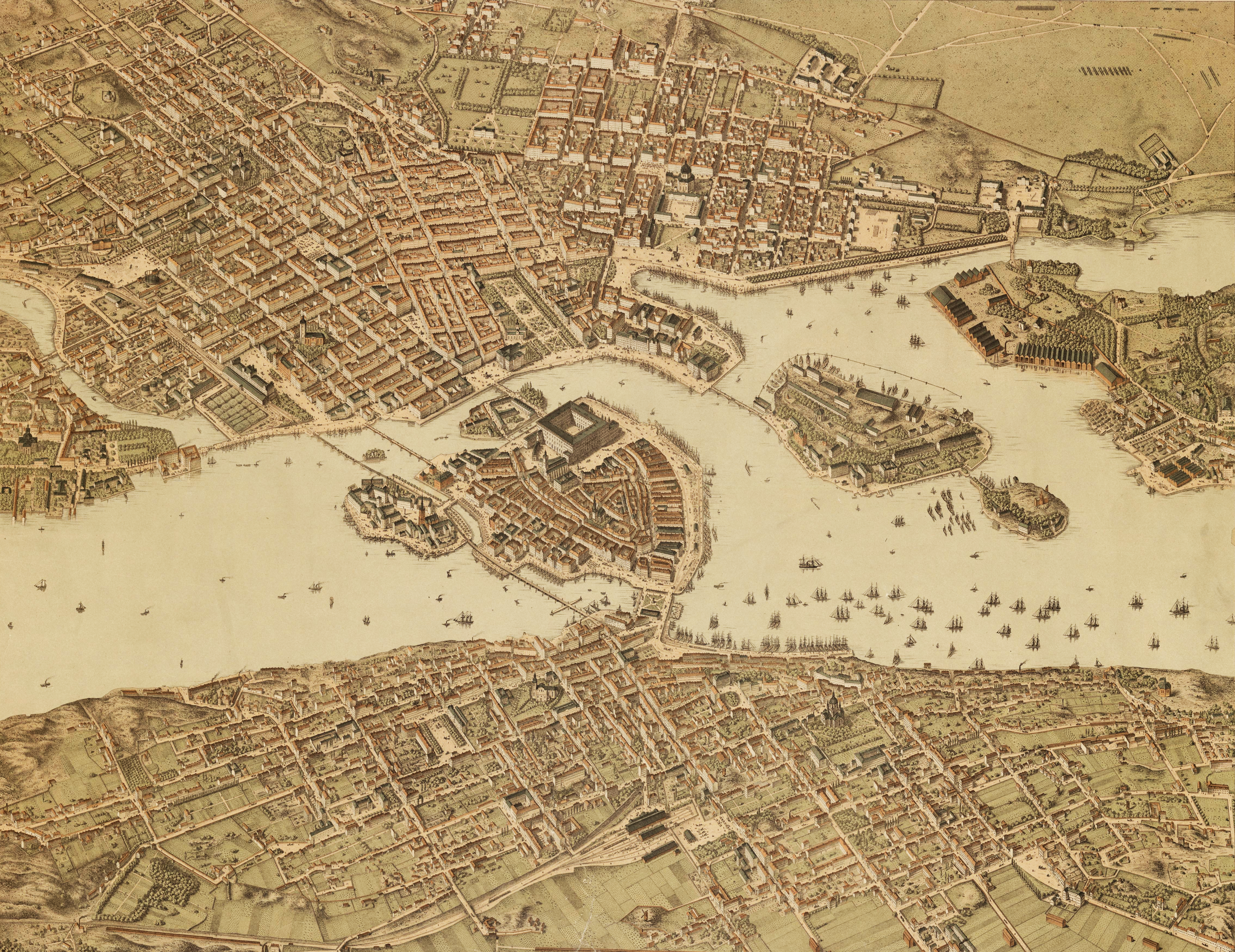
Hela panoramat över Stockholm, 1870-tal.

Heinrich Neuhaus, född 1 juli 1833 i Kaufbeuren i Bayern, död 1 juni 1887 i Stockholm, var en svensk litograf, född i Tyskland. Hans mest kända arbete var ett panorama över Stockholm som han upprättade på 1870-talet.

## Biografi

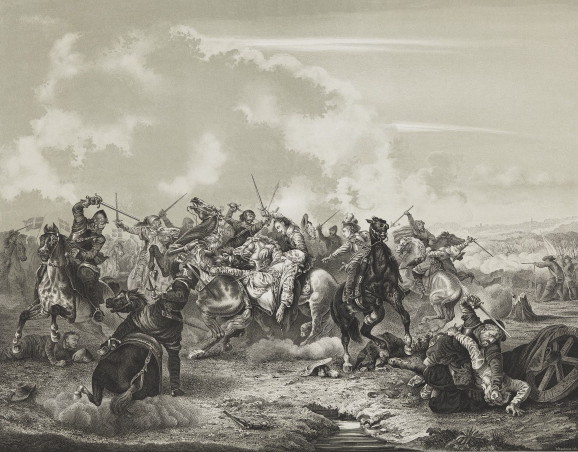
Heinrich Neuhaus verk "Konung Gustaf II Adolfs död i slaget vid Lützen".

Neuhaus kom till Sverige för att arbeta som litograf vid Schlachter & Seedorff; när företaget införlivades med Centraltryckeriet 1874 följde han med till det nya företaget. Han lämnade företaget 1880 för att tillsammans med Lars Östlin starta en egen firma.  När denna upphörde anställdes han vid Generalstabens litografiska anstalt där han verkade fram till sin död. Som konstnär känner man till några litografier med historiska motiv utförda av Neuhaus, bland annat Konung Gustaf den förste tager afsked af Rikets Ständer (Konstakademien) samt Hertig Carl afslutar Upsala möte (Kungliga biblioteket).

## Panoramat
Neuhaus största och mest kända arbete var den snedbildskarta i isometriskt perspektiv, Neuhaus panorama, som han ritade över Stockholm på 1870-talet. I den stora panoramabilden är varje byggnad avbildad med en förvånansvärd exakthet. Enligt uppgift vandrade Neuhaus genom varje kvarter och skissade av fasader och gårdsbebyggelse. En beräkning har visat att Neuhaus valde en blickpunkt med en höjd av ungefär 10 000 meter rakt söder om staden. Som underlag för sitt arbete kunde Neuhaus även nyttja den mycket exakta kartan Trakten omkring Stockholm i IX blad som utgavs år 1861 av Topografiska corpsen. 
När Neuhaus upprättade panoramat över Stockholm hade staden börjat växa till en storstad. Vissa drag av landsbygd, speciellt på Ladugårdslandet, fanns dock fortfarande kvar. Neuhaus panorama ger en mycket god bild av Stockholm i en brytningstid och låg på vissa detaljer före sin tid. Så redovisar han exempelvis Sturegatan i hela sin längd och Strandvägen som den såg ut först 1878, alltså några år efter panoramats tillkomst. Likaså syns Veterinärinstitutets byggnader vid Ladugårdslandstullen som invigdes först 1880. Det tyder på att Neuhaus var väl insatt i stadens planering och att han hade tillgång till ritningar för planerade byggnader och vägar.
När Centraltryckeriet eldhärjades 1875 förstördes den litografiska avdelningen, och därmed hela upplagan av panoramat. Troligen förstördes även allt underlag inklusive skisser och uppmätningar. Några kartexemplar räddades genom att litografen C. E. Markman lånat hem några blad kvällen före branden. Kartan gavs ut första gången 1893 och återutgavs 1954 av Magnus Lundqvist och Gösta Selling med en utförlig inledning. Vid Lundquist / Sellings publikation användes reproduktioner av Kungliga Bibliotekets kartexemplar. Då trodde man att Kungliga biblioteket och Stockholms stadsmuseums exemplar var de enda återstående, men 1957 återfanns ytterligare ett exemplar i Stockholms stads statistiska kontors arkiv.

## Representerad
Neuhaus finns representerad vid Nationalmuseum med ett verk med titeln Konung Gustaf II Adolfs död i slaget vid Lützen.

## Neuhaus stockholmspanorama, detaljer

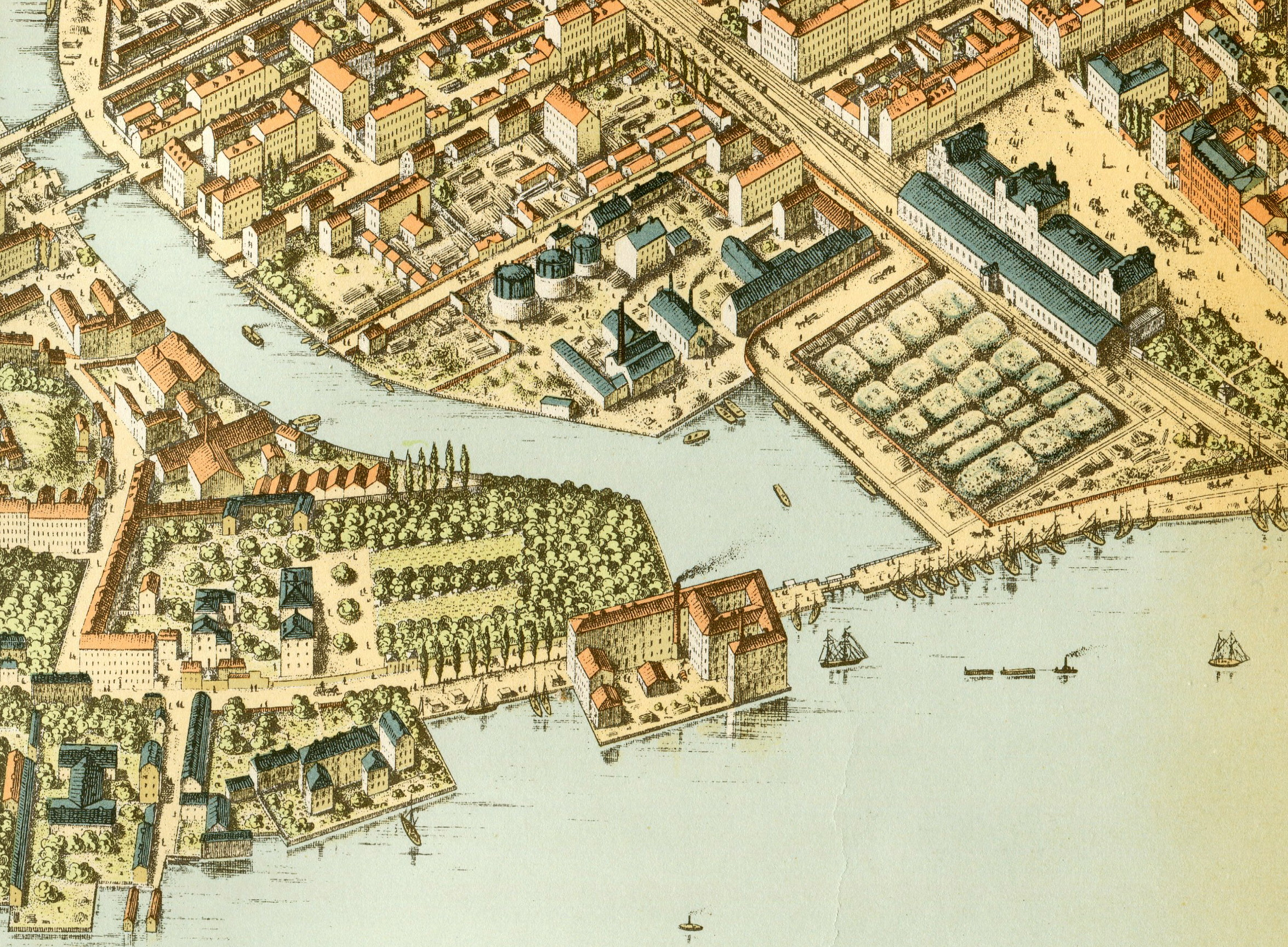
Klara sjö och Stockholms centralstation.
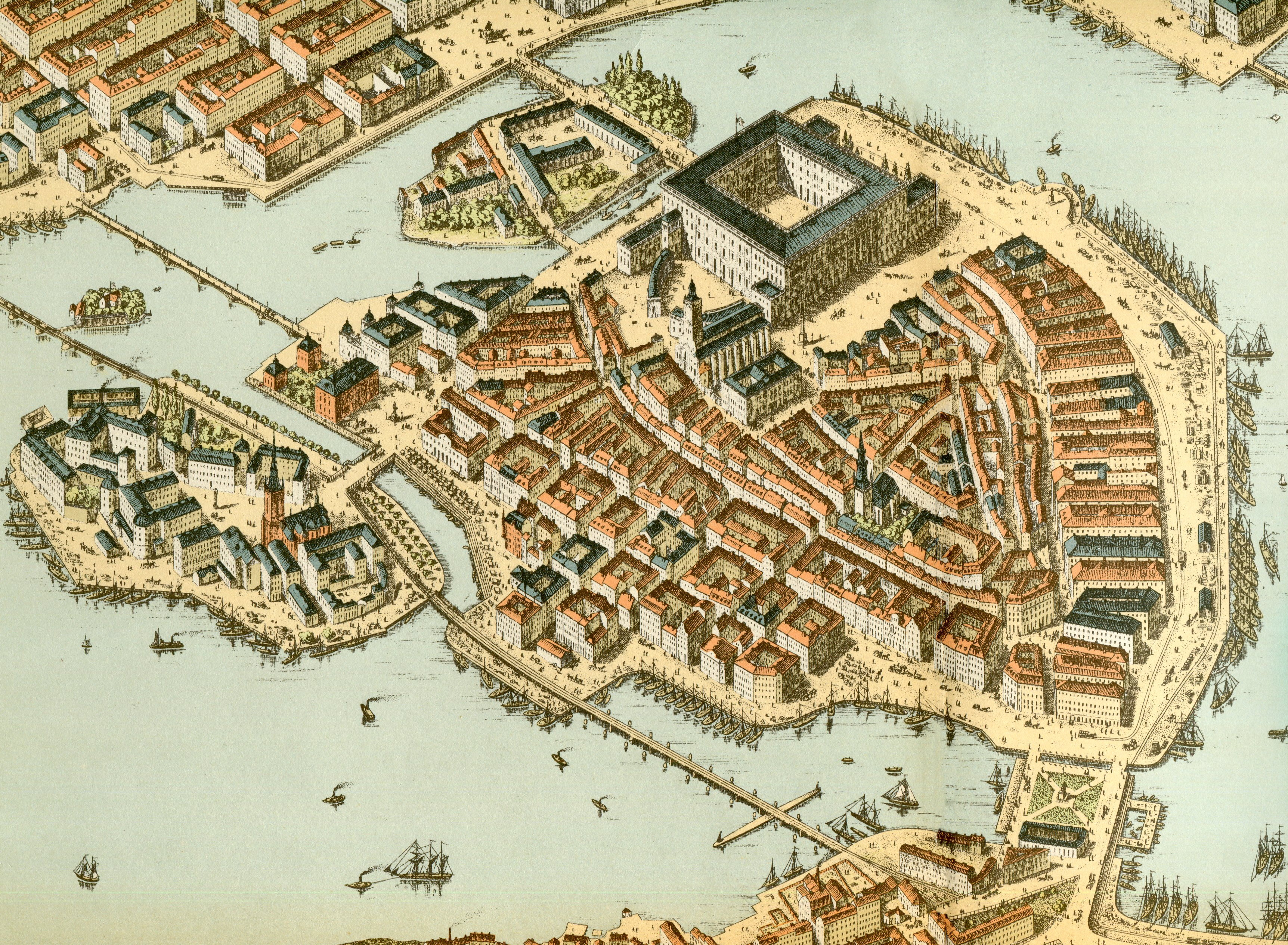
Gamla stan och Riddarholmen.
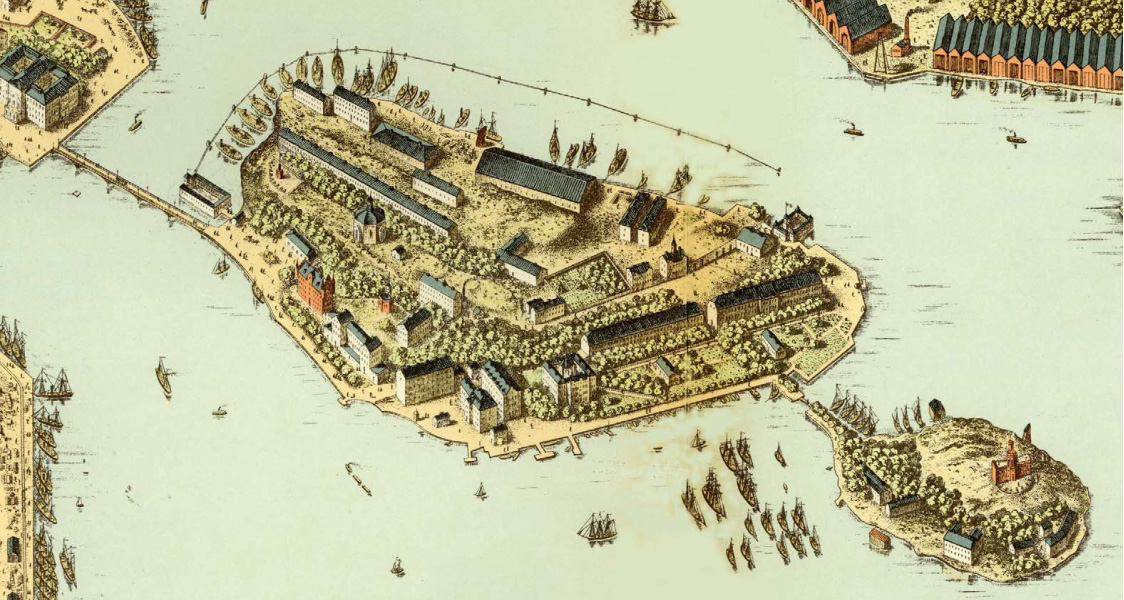
Skeppsholmen och Kastellholmen.
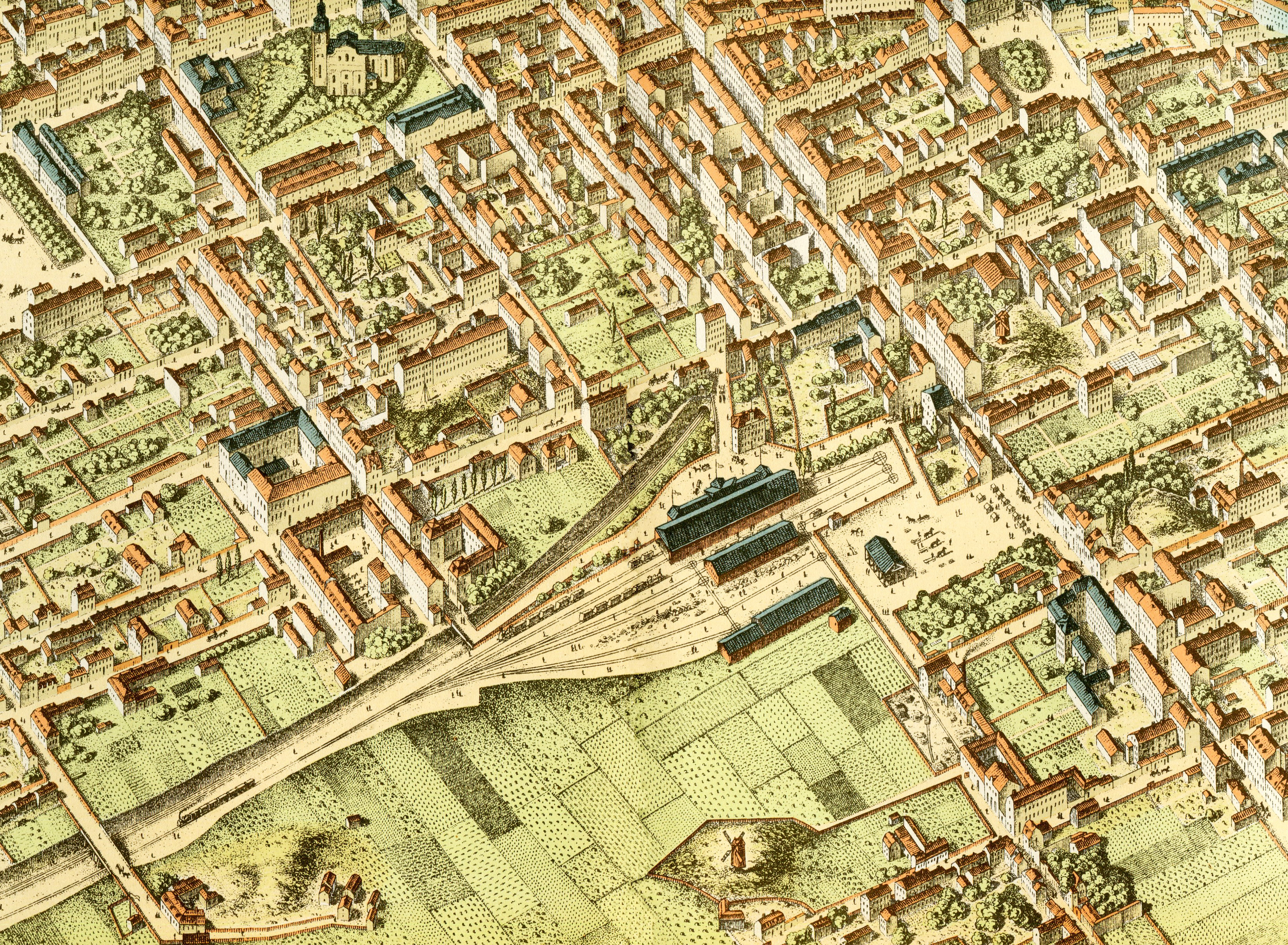
Södra station.
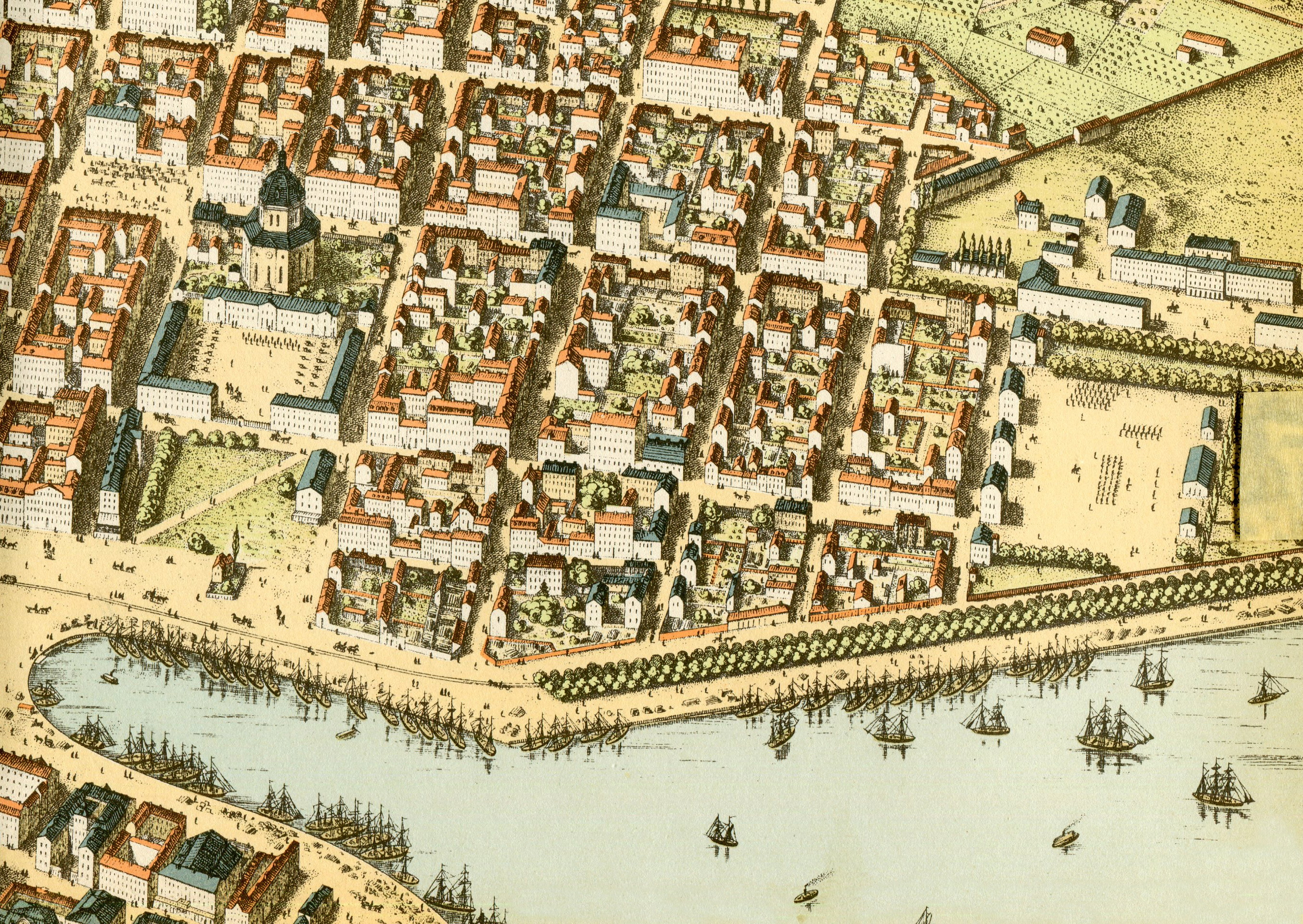
Nyybroviken och Strandvägen.